# Parantica loochooana
Parantica loochooana är en fjärilsart som beskrevs av Moore 1883. Parantica loochooana ingår i släktet Parantica och familjen praktfjärilar. Inga underarter finns listade i Catalogue of Life.